# Mhairi Black
Mhairi Black (f. 12. september 1994) er en skotsk politiker for Det Skotske Nationalparti (SNP), og valgt som parlamentsmedlem ved parlamentsvalget i 2015 i valgkredsen Paisley and Renfrewshire South. Hun er blev kåret som Baby of the House, idet hun ved valget blot var 20 år og Underhusets yngste medlem.
Det har været hævdet, at hun er det yngste parlamentsmedlem siden Christopher Monck, jarl af Torrington, som blev valgt ind som 13-årig i 1667, men Charles James Fox blev parlamentsmedlem som 19-årig i 1768.